# 刘蒙海
刘蒙海 （高棉语：ឡៅ ម៉ុងហៃ）柬埔寨华人 ，柬埔寨政治家，知名时社评论家，柬埔寨救国党副主席金速卡的友人与顾问。